# خوان غاليندو
خوان غاليندو (بالإسبانية: Juan Galindo)‏ هو عالم إنسان وضابط كوستاريكي، ولد في 1802 في دبلن في جمهورية أيرلندا، وتوفي في 1839 في تيغوسيغالبا في هندوراس. مثّل الحكومة في بعثة دبلوماسية للولايات المتحدة وإنجلترا. سمحت له واجباته في أمريكا الوسطى باستكشاف المنطقة وفحص أطلال المايا. أكسبته التقارير المتعلقة بالنتائج التي توصل إليها اعترافًا بأنه رائد مبكر في علم آثار المايا.

## سنواته المبكرة
ولد غاليندو في دبلن عام 1802 باسم جون غاليندو. كان والده، فيليمون غاليندو، إنجليزيًا من أصل إسباني، وكانت والدته، كاثرين جوف، إيرلندية. كان كلا الوالدين ممثلين التقيا أثناء العمل في مسرح في باث. تزوجا في دبلن عام 1801. حياته المبكرة غامضة ولا يُعرف لماذا أو متى بالضبط غادر إلى العالم الجديد. تختلف المصادر بشأن هجرته، لكن في وقت ما قبل أن يبلغ العشرين من عمره، انضم إما إلى الأدميرال توماس كوكرين للقتال من أجل استقلال تشيلي أو انضم إلى عمه، صاحب مزرعة في جامايكا.
ظهر أول سجل واضح لمسيرته المهنية المبكرة في عام 1827 عندما كان يعمل سكرتيرًا ومترجمًا للقنصل البريطاني في غواتيمالا. بحلول عام 1828، كان المشرف على التحسينات في ميناء إزتابا وكذلك رائدًا في كتيبة هندوراس.

## جمهورية أمريكا الوسطى الاتحادية
في عام 1829 غزت القوات الليبرالية بقيادة فرانسيسكو مورازان غواتيمالا. انضم غاليندو إلى الليبراليين وسرعان ما أنهى جيش مورازان الثورة بنجاح. أسس مورازان جمهورية أمريكا الوسطى الاتحادية وأصبح غاليندو تحت حماية مورازان وماريانو جالفيز، رئيس الدولة في غواتيمالا. منح المؤتمر الفيدرالي الجديد أوراق التجنيس لغاليندو وغيّر اسمه إلى خوان.
تولى غاليندو العديد من المهام العسكرية للحكومة الجديدة، بما في ذلك ضابط في الحامية العسكرية في أوموا، وقائد ميناء تروخيو، والحاكم العسكري لبيتين. في عام 1834، حصل على منحة أرض تبلغ مساحتها مليون فدان في بيتين بشرط تهدئته لشعوب لاكاندون مايا الأصليين واستيطان المنطقة لمدة خمس سنوات مع المستعمرين الموالين للحكومة الغواتيمالية. سرعان ما أدرك أن الحدود بين غواتيمالا وهندوراس البريطانية كانت محل نزاع، وادعى البريطانيون أن منحة غاليندو الجديدة للأرض تخص هندوراس البريطانية. كان قاطعو الماهوجني البريطانيون يقطعون الأشجار بنشاط في المنطقة، ما حرم غاليندو من أصول الأرض القيّمة. عندما فشلت المناقشات مع فريدريك تشاتفيلد في هونوراس البريطانية في حل المشكلة، عينت أمريكا الوسطى غاليندو كمبعوث للتفاوض مباشرة مع وزارة الخارجية البريطانية في لندن.
غادر غاليندو أمريكا الوسطى في يناير 1835، وتوقف أولًا في واشنطن العاصمة على أمل تجنيد الولايات المتحدة لدعم قضيته ضد بريطانيا. في المقابل، عرض غاليندو تقديم معلومات بشأن طرق القناة المحتملة عبر نيكاراغوا. التقى بوزير الخارجية جون فورسيث والرئيس أندرو جاكسون في مايو 1835 لكنه فشل في الحصول على دعمهما. توجه غاليندو إلى لندن ووصل هناك في أغسطس. التقى بوزير الخارجية اللورد بالمرستون بعد وصوله بفترة وجيزة، لكن استمرت المحادثات بعد ذلك بطريقة غير مترابطة. بحلول أبريل عام 1836، قرر بالمرستون عدم العمل مع غاليندو وقدم عذرًا مناسبًا أنه بسبب ولادة غاليندو تابعًا لبريطانيا، لم يستطع تمثيل حكومة أجنبية.
بدون سند واضح لمنحة أرضه في بيتين، لم يكن غاليندو قادرًا على جذب المستوطنين. وبدلاً من ذلك، التمس فرصة أخرى من أمريكا الوسطى وحصل على منحة على ساحل موسكيتو. في أثناء وجوده في لندن، جند غاليندو والده وأقاربه الآخرين لقيادة مجموعة من المستعمرين للاستقرار على هذا الساحل البعيد. انتهى هذا المشروع بالفشل. كان المستوطنون غير مجهزين ويفتقرون إلى الإمدادات الكافية ولم يجدوا وسيلة لكسب العيش بمجرد وصولهم. بحلول الوقت الذي عاد فيه غاليندو إلى أمريكا الوسطى عام 1836، انهارت المستوطنة وعاد والده إلى إنجلترا. بالإضافة إلى ذلك وجد أن نفوذه لدى حكومة أمريكا الوسطى قد تضاءل بشكل كبير.
تعرض النظام الليبرالي الذي حكم أمريكا الوسطى لضغوط على عدة جبهات. حاول غاليندو حشد الدعم ضد العدوان البريطاني المتصور، لكن فشل هذا الجهد في جذب الانتباه الشعبي. عندما اندلعت الحرب الأهلية، انضم مرة أخرى إلى الجيش بقيادة الجنرال الليبرالي خوسيه ترينيداد كابانياس. هُزم كابانياس على يد القوات المشتركة لهندوراس ونيكاراغوا بالقرب من مدينة تيغوسيغالبا وقُتل غاليندو في 30 يناير عام 1840 في أعقاب المعركة. 